# HD177390
HD177390 — хімічно пекулярна зоря спектрального класу A1, що має видиму зоряну величину в смузі V приблизно  7,9.
Вона  розташована на відстані близько 763,8 світлових років від Сонця.